# Eupithecia opulenta
Eupithecia opulenta är en fjärilsart som beskrevs av András Vojnits 1982. Eupithecia opulenta ingår i släktet Eupithecia och familjen mätare. Inga underarter finns listade i Catalogue of Life.